# Čistá (okres Rakovník)
Čistá (Duits: Tschistay) is een Tsjechische gemeente in de regio Midden-Bohemen en maakt deel uit van het district Rakovník. Het dorp ligt op 8 km afstand van Kralovice en 15 km afstand van de stad Rakovník.
Čistá telt 884 inwoners.

## Etymologie
De naam Čistá (net als van andere dorpen met dezelfde naam) was oorspronkelijk de naam van een plaatselijke beekje met helder (schoon) water.

## Geschiedenis
De eerste schriftelijke vermelding van het dorp dateert van 1229, toen Zdeslaus van Čistá (Sdeslaus de Sista) zich er vestigde. Het dorp heeft een historisch wapen uit de 17e eeuw met daarop een afbeelding van Sint Wenceslaus. Sinds juni 2009 heeft de gemeente ook een soortgelijke vlag.
Sinds 2003 is Čistá een zelfstandige gemeente binnen het Rakovníkdistrict.

## Bezienswaardigheden
- Sint-Wenceslauskerk aan de noordkant van het dorp;
- Kapel van Sint-Anna aan de zuidkant van het dorp;
- Koorhuis.

## Verkeer en vervoer

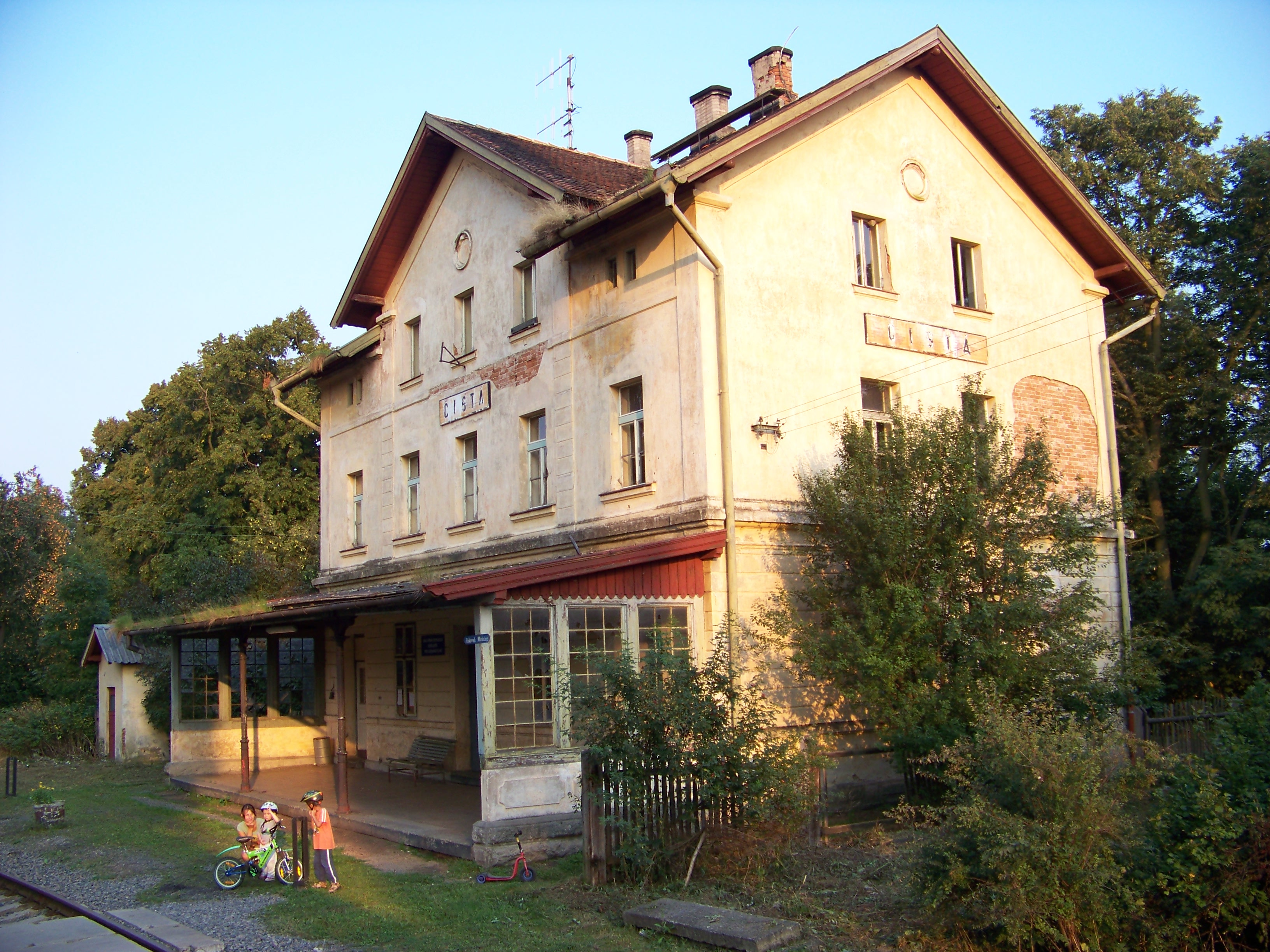
Station Čistá (2012)

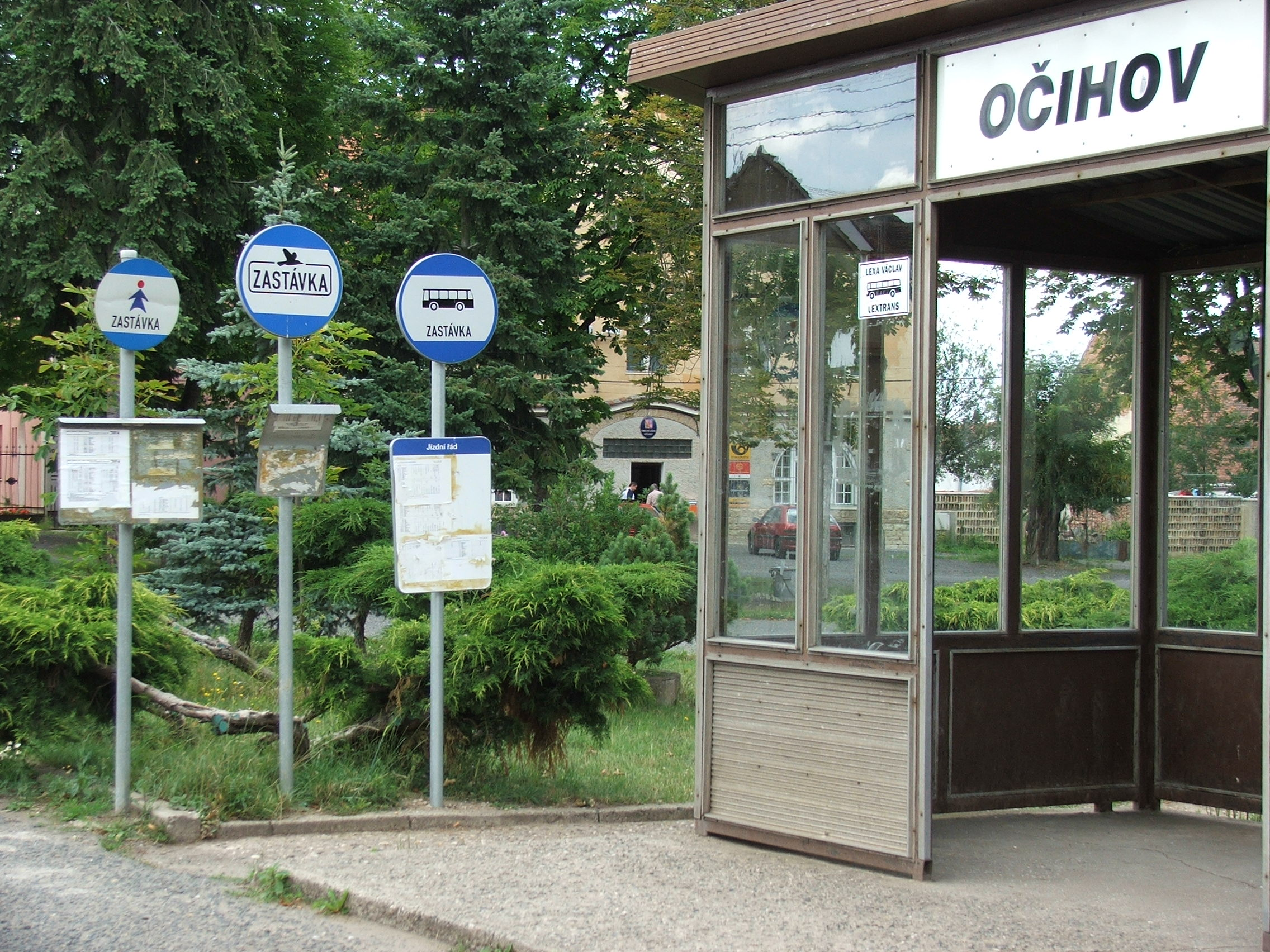
Bushalte in het dorp (2007)

### Autowegen
De weg II/229 loopt door de gemeente en verbindt Čistá met Rakovník enerzijds en Kralovice anderzijds.

### Spoorlijnen
Čistá ligt aan spoorlijn 162 Rakovník - Kralovice - Mladotice. De lijn is een enkelsporige, regionale lijn waarop het vervoer in 1899 begon. Er zijn twee stations binnen de gemeente:
- Čistá
- Strachovice

Doordeweeks halteren er 9 treinen per dag; in het weekend 8.

### Buslijnen
Er halteren diverse buslijnen in de gemeente die Čistá verbinden met Jesenice, Kralovice, Rakovník en Všesulov. De buslijnen worden geëxploiteerd door LEXTRANS en Transdev Střední Čechy.

## Galerij

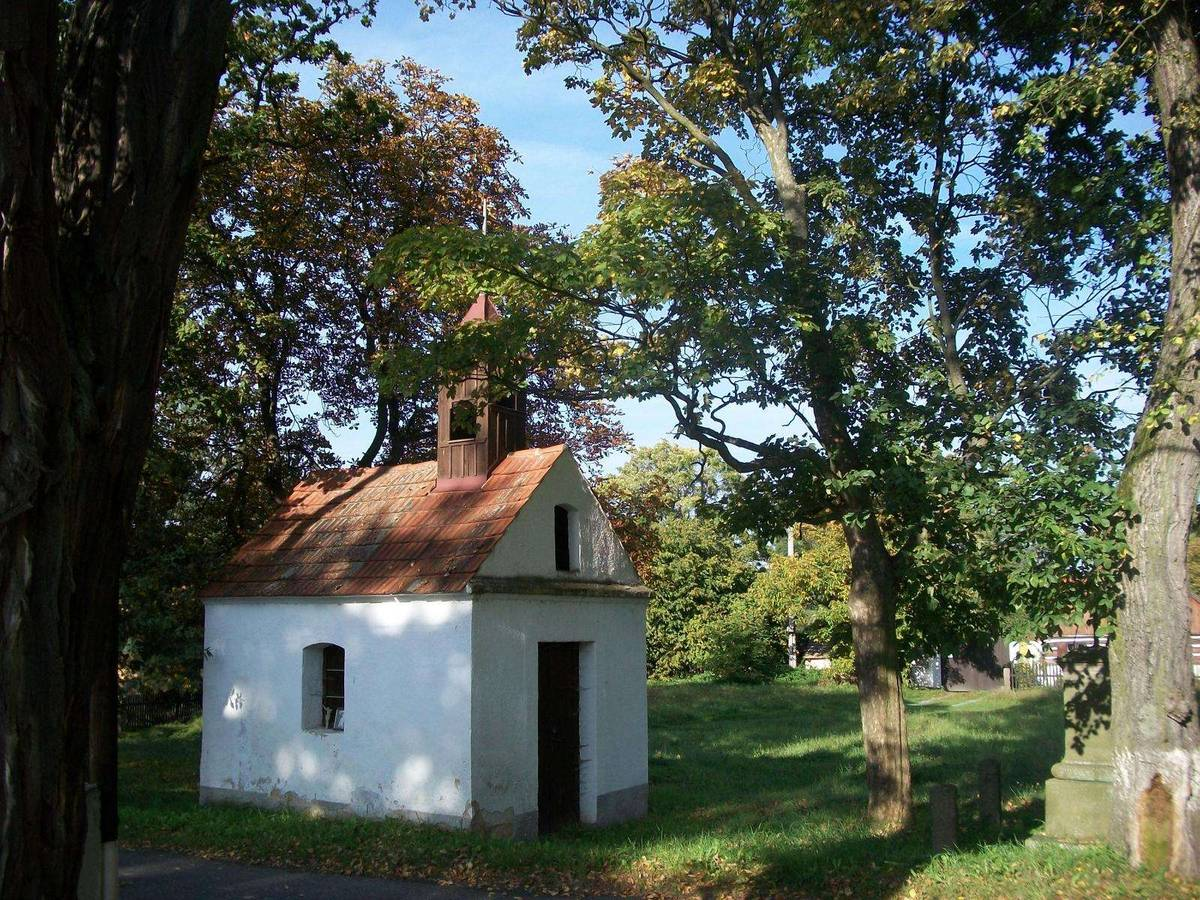
Kleine kapel in Čistá
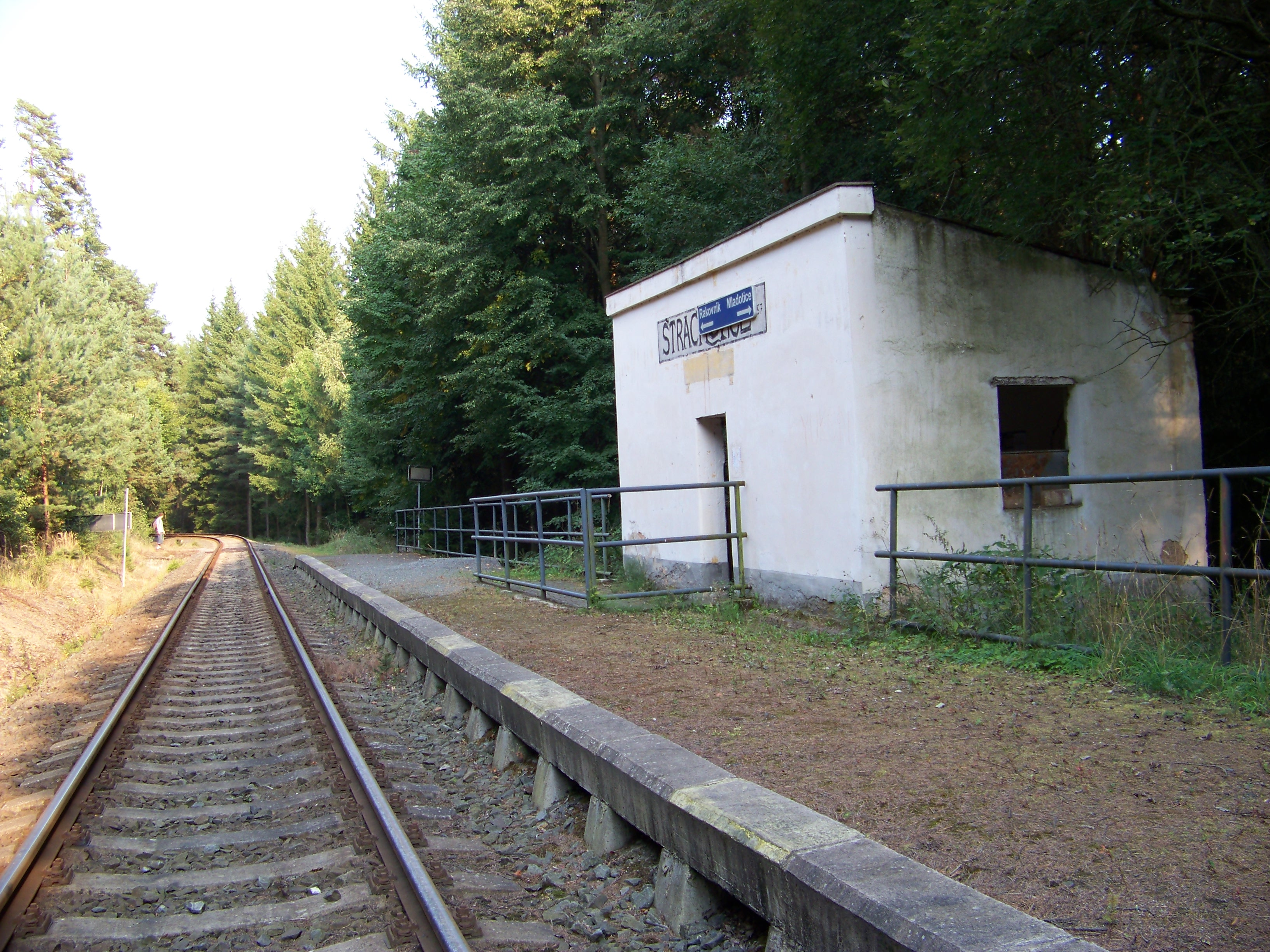
Station Strachovice
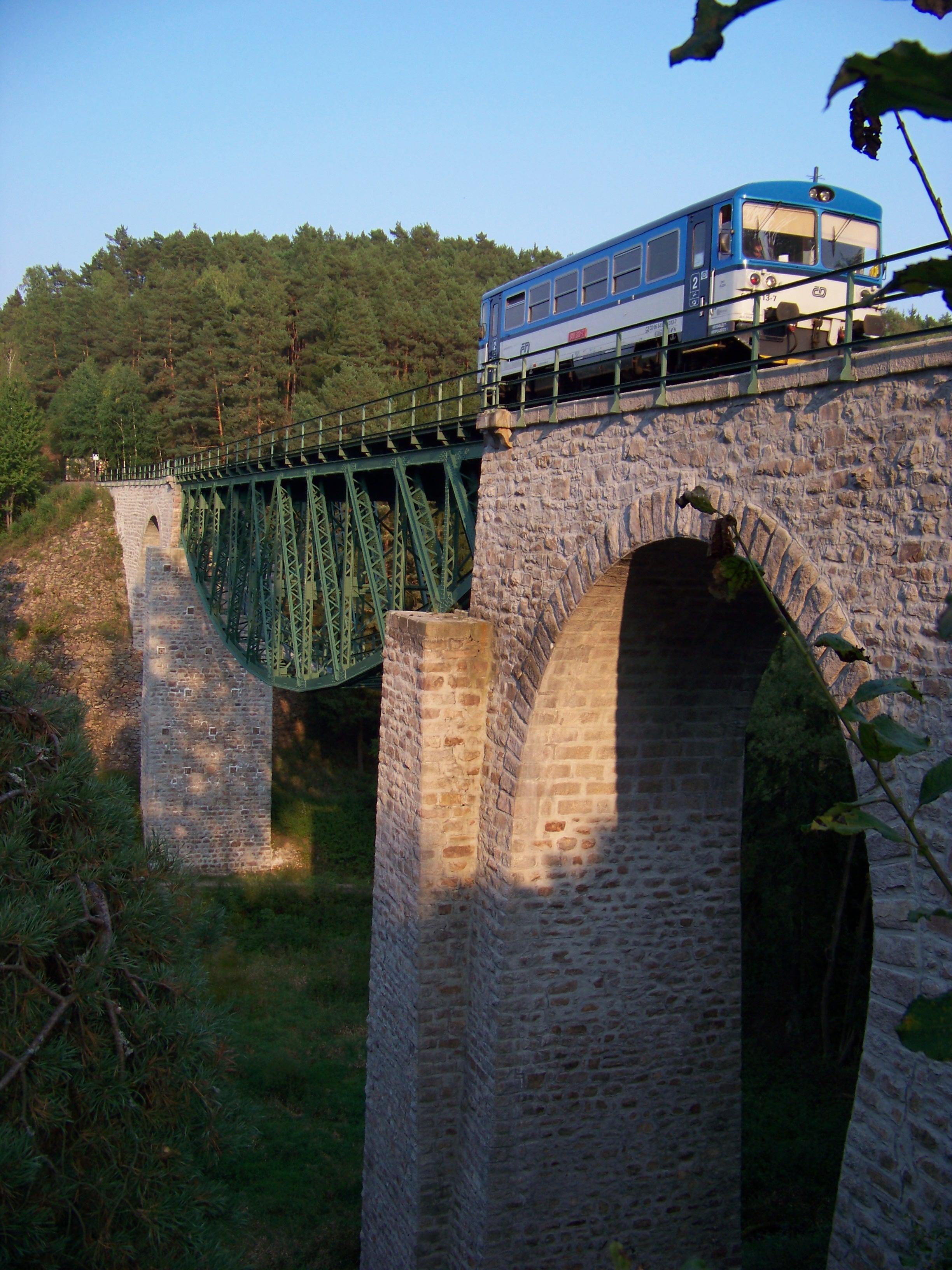
Trein op de spoorbrug over de Javornicerivier
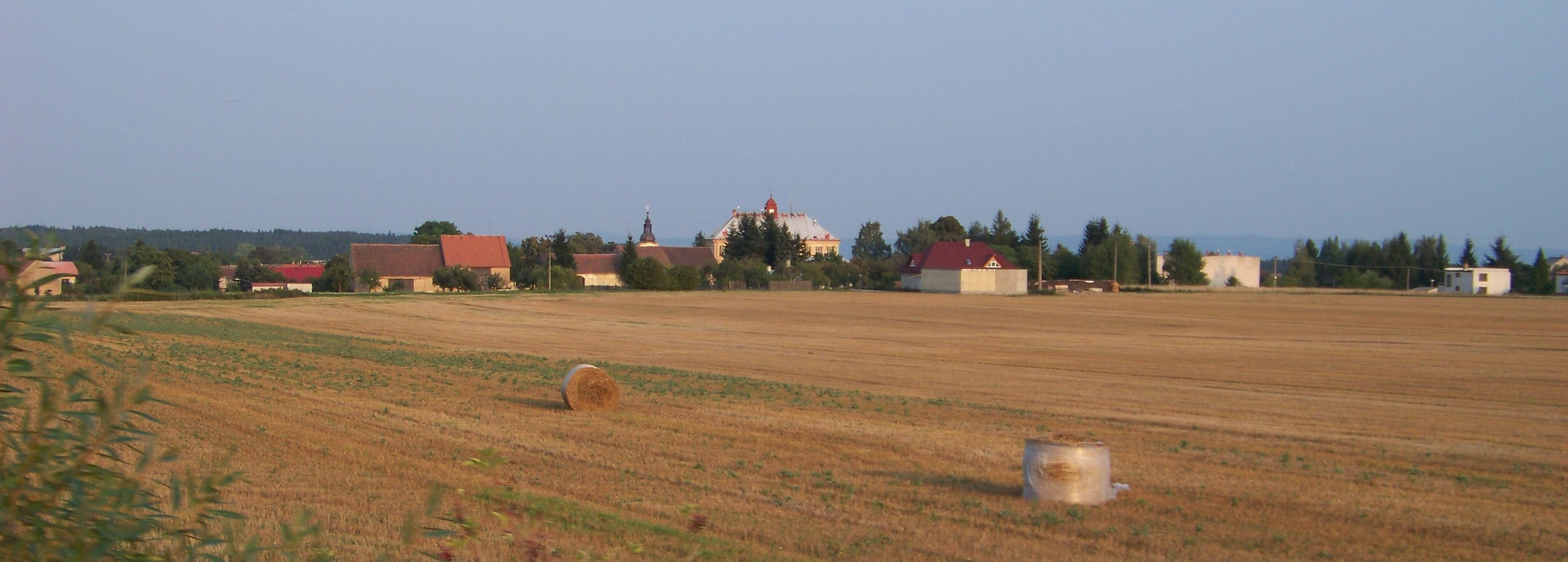
Akkers in het dorp
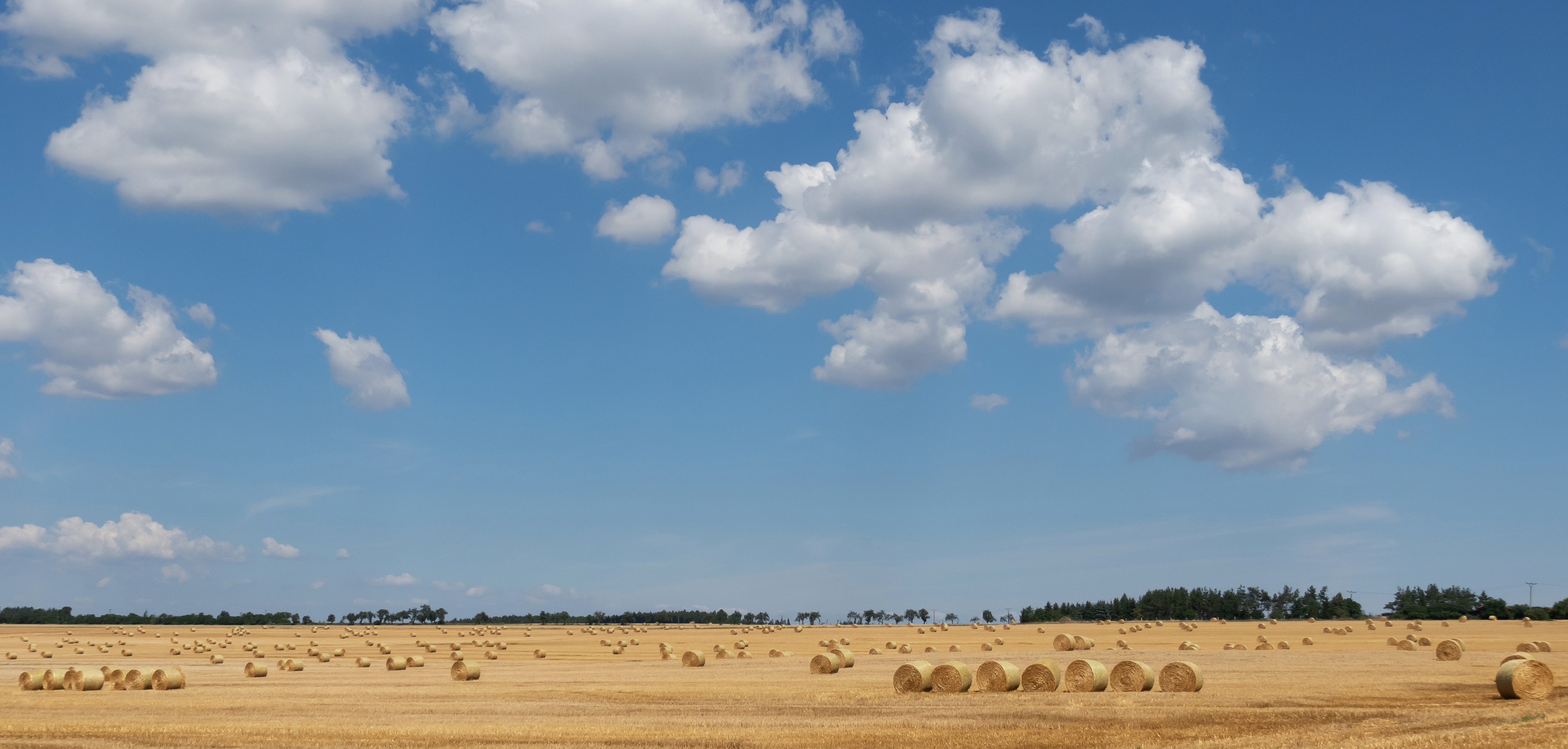
Akkers buiten het dorp